# Аврамов, Никола
Никола Василев Аврамов (21 мая 1897 года — 15 июня 1945 года) — болгарский художник, мастер натюрморта.

## Биография
Родился 21 мая 1897 года в Ямболе в семье Васила Аврамова из Калофера, юриста, председателя окружного суда, впоследствии историка, и Цветаны Кинчевой из Габрово. В 1921 окончил Художественное индустриальное училище в Софии по классу живописи, учился у профессора Иван Мырквички.
В 1920 году вместе с другими болгарскими художниками основал группу «Независими художники» (болг. Независими художници). Члены группы ставили во главу угла принцип свободы творчества, отсутствия ограничений и соглашений. Способом совершенствования стиля должны были стать личная ответственность художника и самокритика. Этот подход оставался неизменным и при проведении выставок, на которых не было отборочной комиссии, а места в зале распределялись по жребию.
В период с 1924 по 1934 годы работал художником в Национальном музее художником-копистом, затем был уволен в связи с сокращением должности. 1944 году вошёл в группу Карла Йорданова, занимавшуюся реставрацией Боянской церкви.
После прихода в Болгарию в сентябре 1944 года Советской Армии в доме художника был произведён обыск, картины изъяты.
Аврамов умер 15 июня 1945 года в Софии.

## Творчество

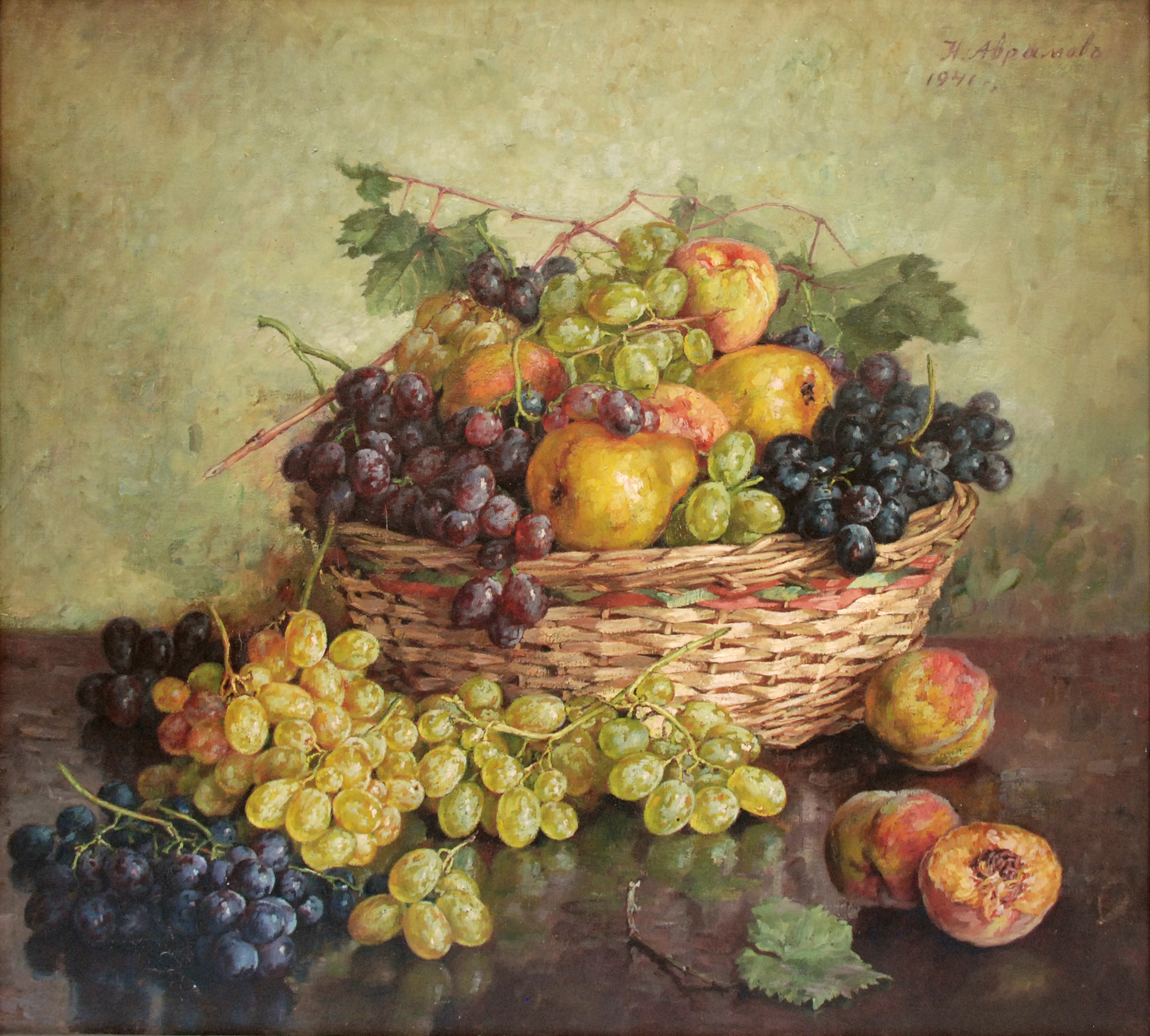

Специализировался в натюрмортах, изображал преимущественно фрукты. В некоторых из его произведений чувствовались натуралистические влияния.
В 1924 году участвовал в художественных выставках, организованных Союзом болгарских художников, также провёл в Софии две персональные выставки, последнюю — в 1937 году, где были представлены его натюрморты и пейзажи.
В 1930 году сделал копию картины «Рученица» (болг. Ръченица) своего учителя Ивана Мырквички. Работа Аврамова считается наиболее точным воспроизведением оригинала среди других копий.
Работы Аврамова экспонируются в Национальной художественной галерее, Софийской городской художественная галерее, художественных галереях Варны и Самокова. Большая часть работ художника находится в зарубежных и частных коллекциях.

## Семья
Состоял в браке с Марией Милановой Штыркеловой, племянницей Константин Штыркелова. Имел троих детей:
- Васил Метев, профессор физики
- Лалё Аврамов, скрипач-виртуоз
- Цветана Аврамова (по мужу — Цветкова), пианистка

Сестра — болгарская поэтесса Дора Василева Метева (Аврамова).